# Enrico Toccacelo
Enrico Toccacelo, né le 14 décembre 1978 à Rome, est un pilote automobile italien.

## Biographie
Enrico commence en karting en 1988, puis continue en Formule Renault et dans le Championnat italien de Formule 3 en 1998 et 1999 en remportant 6 victoires. Les deux années suivantes, il continue la F3 en Allemagne puis en Russie. En 2001, il participe également au Championnat Européen de Supertourisme avec Alfa Romeo
À partir de 2001, il participe à quatre saisons de Formule 3000, obtient 3 victoires et finit 2e en 2004. 
En 2005, il court dans les World Series by Renault, où il remporte sa première course à Zolder et devient pilote essayeur pour l'écurie de Formule 1 Minardi lors du Grand Prix de Turquie 2005.
En compétition pour l'équipe italienne lors de la saison 2006-2007 de A1 Grand Prix il remporte une victoire dans la feature race sur le circuit de Beijing, lors du Grand Prix de Chine.

## Résultats en Formule 3000
| Saison | Écurie              | Châssis     | Moteur | GP disputés | Pole positions | Victoires | Meilleurs tours | Podiums | Points inscrits | Classement |
| ------ | ------------------- | ----------- | ------ | ----------- | -------------- | --------- | --------------- | ------- | --------------- | ---------- |
| 2001   | Team Astromega (en) | Lola T99/50 | Zytek  | 4           | 0              | 0         | 0               | 0       | 0               | n.c        |
| 2002   | Coloni F3000        | Lola B2/50  | Zytek  | 12          | 0              | 1         | 0               | 1       | 14              | 9e         |
| 2003   | Super Nova Racing   | Lola B2/50  | Zytek  | 10          | 0              | 1         | 0               | 2       | 30              | 6e         |
| 2004   | BCN F3000           | Lola B2/50  | Zytek  | 10          | 1              | 1         | 1               | 7       | 56              | 2e         |